# Canadian Armed Forces
Le Canadian Armed Forces (in lingua francese: Forces armées canadiennes), sono le forze armate del Canada, formate dal Royal Canadian Navy (marina militare), Canadian Army (esercito) e il Air Command (aeronautica militare), istituite nel 1968.
Il responsabile delle forze canadesi è il ministro della difesa Peter MacKay mentre il re del Regno Unito ha l'incarico di comandante in capo dell'esercito in rappresentanza della Governatrice del Canada.
Lo stanziamento delle forze armate canadesi è pari a 21,8 miliardi di C$ (12º) che equivale al 1,14 % del PIL.
Il quartier generale (NDHQ) è a Ottawa, dove si riunisce sia il Ministero della difesa e i comandanti delle forze armate.

## Storia
Gli abitanti delle colonie nordamericane servivano come membri regolari delle forze francesi e britanniche, così come nei gruppi delle milizie locali. Questi ultimi aiutavano nella difesa dei loro rispettivi territori contro le incursioni di altre potenze europee e più tardi anche contro le forze americane durante la Guerra d'indipendenza americana e la guerra anglo-americana. Di conseguenza le linee di alcune unità dell'esercito canadese risalgono al XIX secolo, quando le unità della milizia si sono formate per contribuire alla difesa della America del Nord britannica e contro l'invasione da parte degli Stati Uniti. Successivamente, è stata costituita la Royal Canadian Navy e, con l'avvento dell'aviazione militare, venne costituita anche la Royal Canadian Air Force. Queste forze sono state organizzate nel quadro del Dipartimento della Milizia e la Difesa. Nel 1923, il nome del reparto è stato cambiato in "Dipartimento della Difesa nazionale", mentre le forze di terra del Canada non sono stati denominati come "esercito canadese" fino al novembre del 1940.
Il primo impiego oltremare delle forze militari canadesi si verificò durante la Seconda guerra boera, quando diverse unità sono state inviate per servire sotto il comando britannico. Allo stesso modo, quando il Regno Unito è entrato in conflitto contro la Germania nella prima guerra mondiale, le truppe canadesi sono state chiamate a partecipare nei teatri di scontro europei. Dal 1947, le unità militari canadesi hanno partecipato a più di 200 operazioni in tutto il Mondo, tra cui 72 operazioni internazionali. I soldati, i marinai e gli aviatori canadesi sono considerati professionisti di livello mondiale.
Alla fine della seconda guerra mondiale, il Canada possedeva la terza flotta più grande e la quarta forza aerea più potente al mondo, nonché il più grande esercito di volontari mai schierato. La coscrizione per il servizio all'estero è stata introdotta solo verso la fine della guerra, e solo 2.400 militari di leva in realtà avevano combattuto in battaglia.

## Organizzazione

### Canadian Army

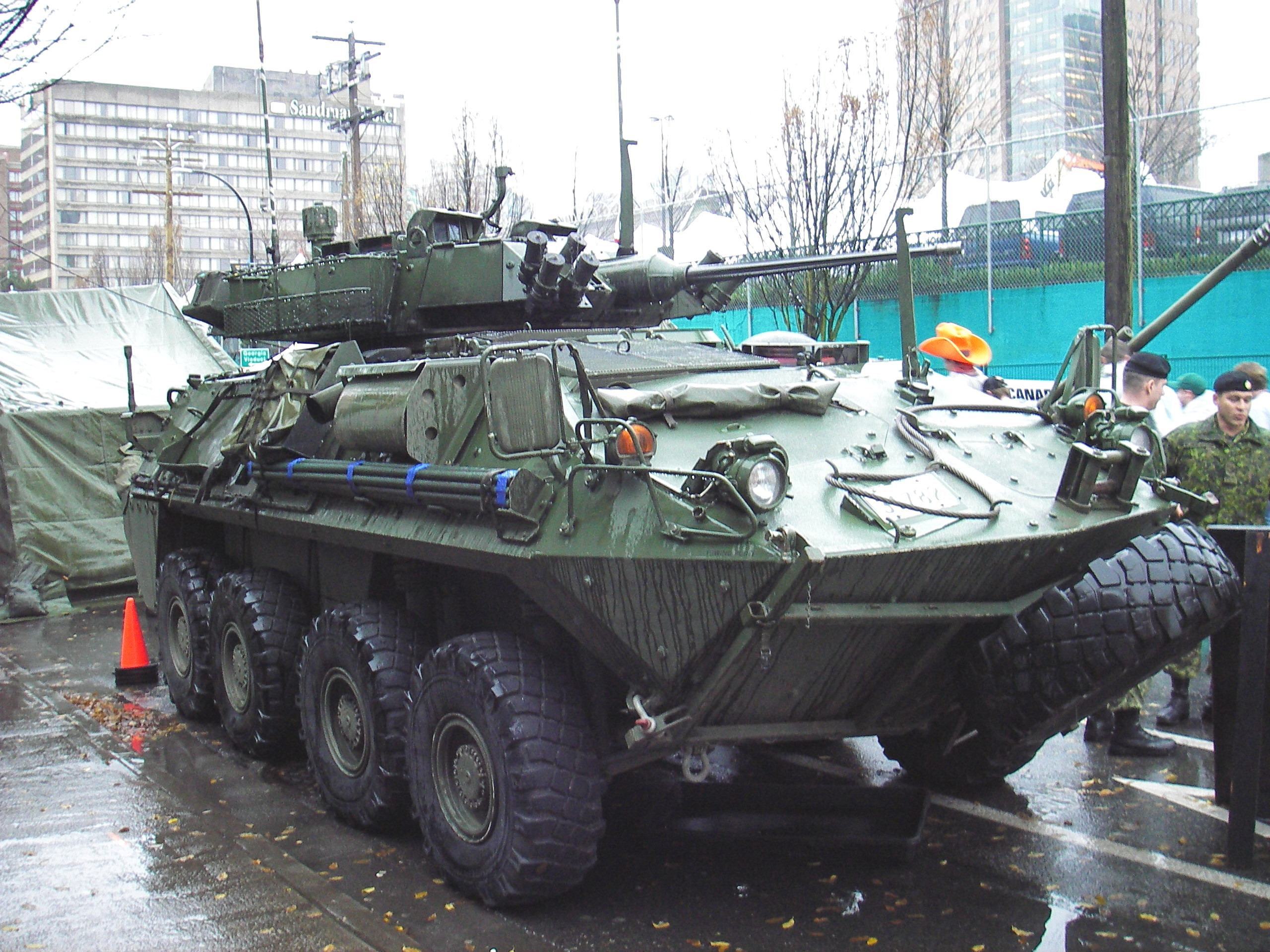
Un Lav III

L'esercito canadese è la componente terrestre delle forze armate canadesi che ha il compito di:
- Difendere il territorio canadese e contribuire a mantenere la sovranità del Canada, fornendo la sorveglianza del territorio e le forze pronte al combattimento;
- Contribuire alla difesa collettiva del Nord America;
- Fornire assistenze armate e non alle autorità civili quando hanno bisogno di mantenere l'ordine pubblico e la sicurezza;
- Aiutare le autorità provinciali contro calamità naturali, compresi terremoti, inondazioni, tempeste, incendi boschivi e altre emergenze;
- Sostenere gli interessi canadesi all'estero, anche per le forze delle Nazioni Unite (ONU), per l'Organizzazione del Trattato dell'Atlantico del Nord (NATO), e per altre operazioni multilaterali di mantenimento della pace e dell'assistenza umanitaria.

Il risultato è un'unica catena di comando all'interno di ogni regione per le forze regolari e forze di riserva. La sede della Land Force (LFHQ) è collocata nei locali della difesa nazionale a Ottawa mentre le attività di addestramento collettivo e individuale si svolgono a Kingston, Ontario. Il Comando dell'esercito opera in una struttura regionale che copre quattro aree geografiche:
- Land Force Atlantic Area (LFAA) per l'Atlantico;
- Land Force Quebec Area (LFQA) per il Quebec;
- Land Force Central Area (LFCA) per la zona centrale;
- Land Force Western Area (LFWA) per la zona occidentale.

Tutti i comandi sono responsabili sia dei reparti regolari che quelli della Riserva. All'interno di ognuno di questi comandi, eccetto il LFAA, è presente una brigata meccanizzata.
Ciascuna di queste brigate include:
- Tre battaglioni di fanteria (due meccanizzati, uno fanteria leggera);
- Un reggimento di cavalleria corazzata;
- Un reggimento d'artiglieria;
- Un reggimento del genio;
- Oltre a unità di supporto al combattimento, comunicazioni, medici e polizia militare.

Ogni forza regolare ha anche come supporto un reggimento del genio militare, un reggimento di difesa aerea e uno squadrone di guerra elettronica. L'esercito è equipaggiato con mezzi all'avanguardia, tra cui il blindato da ricognizione LAV III (Coyote) che forniscono alta capacità di combattimento. Entrambi i veicoli sono costruiti in Canada hanno la capacità di combattimento notturno oltre a essere progettati per garantire la massima protezione del personale. All'interno del Paese sono installate sette grandi basi di sostegno: Edmonton, Alberta, Manitoba, Hamilton, Kingston, Ontario, Montréal, Québec, Valcartier, Gagetown New Brunswick. La riserva dell'esercito è organizzata in gruppi di dieci brigate situate in tutto il Canada, per un totale di:
- 51 battaglioni di fanteria;
- 19 unità logistiche;
- 17 unità di riconoscimento;
- 17 unità di artiglieria;
- 12 unità di genio militare;
- 4 unità di polizia militare;
- 4 unità di intelligence.

Queste unità sono situate in più di 100 comunità in tutto il paese.

### Royal Canadian Navy

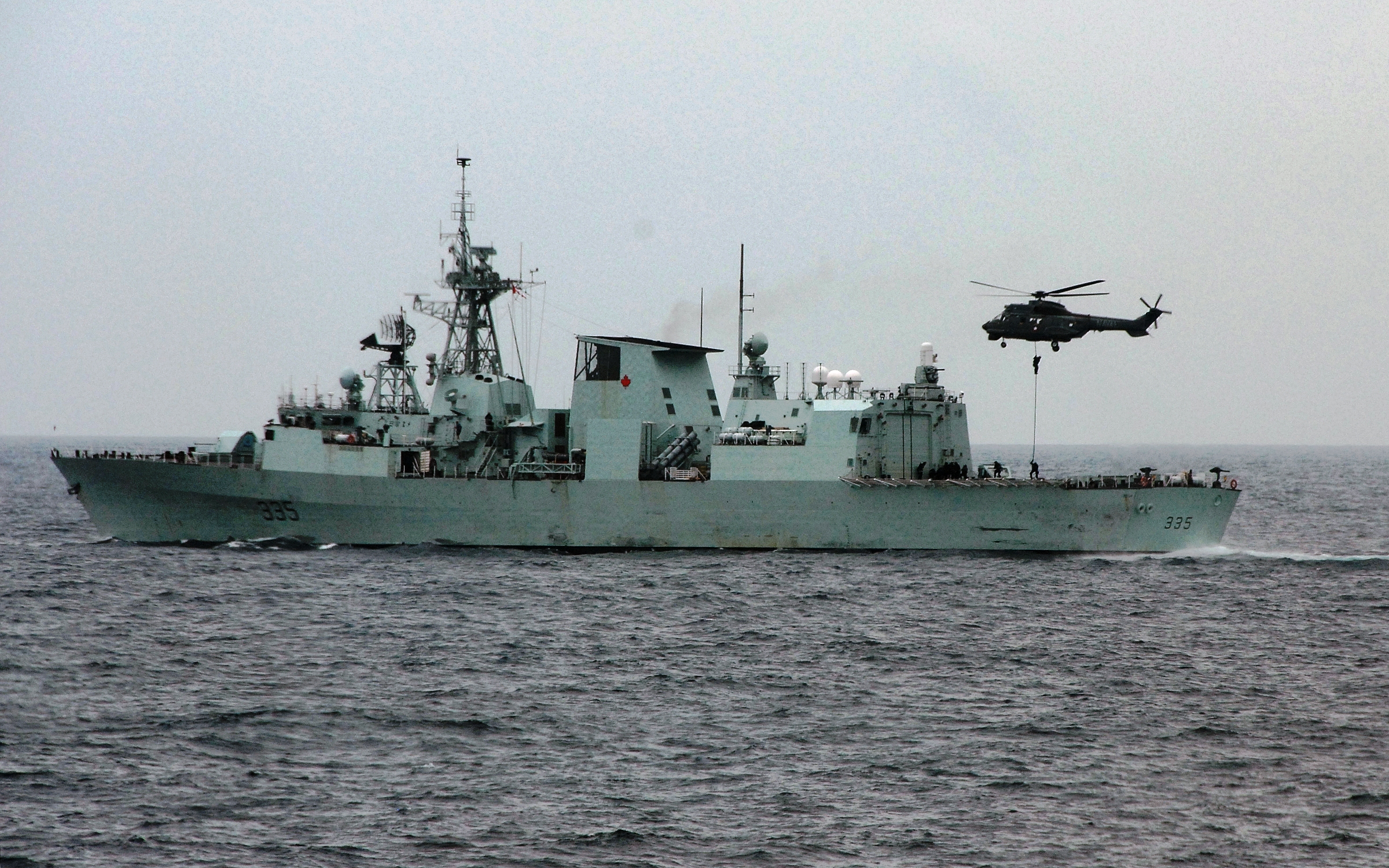
L'HMCS Calgary

La marina canadese ha la responsabilità di avvistare sommergibili nemici, arrestare criminali ambientali e pattugliare i mari vicini al Canada. Il comandante della marina (McFadden) ha il compito di controllare e amministrare la marina, mentre il vice comandante svolge la funzione di consigliere. La Marina è composta da 9.000 militari e da 4000 riservisti. Le 33 navi da guerra, tra cui sottomarini e navi da difesa sono più o meno equamente divise tra la costa atlantica e quella pacifica. La marina canadese è divisa in tre grandi forze, una per l'Oceano Atlantico, una per il Pacifico e una di riservisti:
- Maritime Forces Atlantic (MARLANT);
- Maritime Forces Pacific (MARPAC);
- Naval Reserve Headquarters (NAVRESHQ).

La precedente marina del Canada nel 1910 è stata la Royal Navy, finanziata dal Regno Unito.

### Royal Canadian Air Force

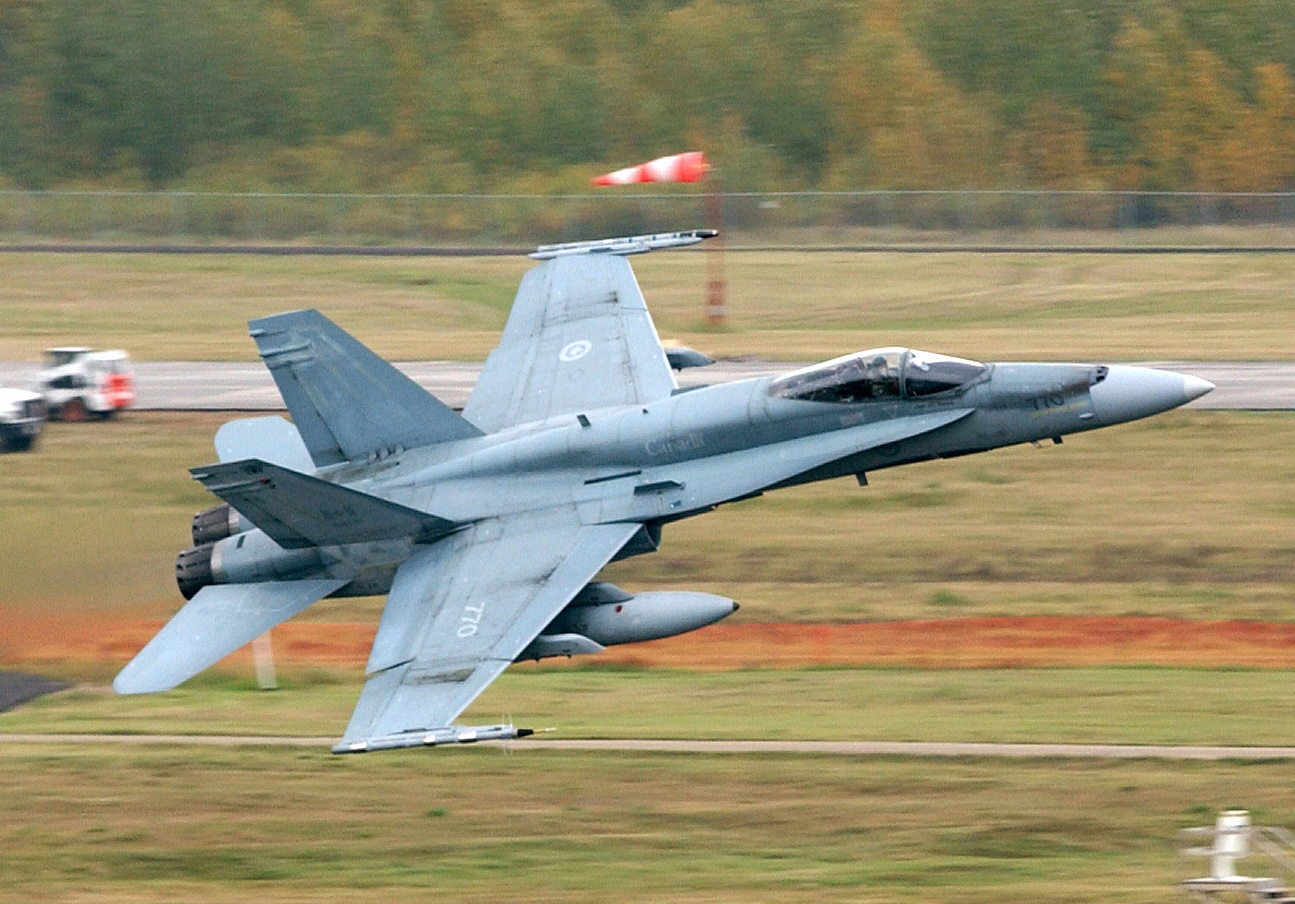
CF-18 Hornet canadese

La Royal Canadian Air Forces ha il compito di proteggere il territorio canadese da eventuali minacce dallo spazio e di far evacuare i civili in caso di eventuali catastrofi naturali. Il comandante dell'Air Command è il Capo di stato maggiore dell'Aeronautica, fornisce i comandi e una direzione strategica per l'Aeronautica. Il Comandante della 1st Canadian Air Division, il generale Yvan Blondin, con sede a Winnipeg è responsabile del comando operativo e di controllo delle attività della Air Force nel Canada e nel resto del mondo. Il personale dell'aeronautica canadese è composta da 14 500 forze regolari, da 2 600 riservisti e da 2 500 civili. Il bilancio operativo annuale è di circa $ 2,5 miliardi che, rispetto agli alleati della NATO, è inferiore, tuttavia, fornisce ai canadesi la sicurezza dei cieli e del trasporto aereo a livello mondiale, oltre all'impiego a sostegno della politica estera canadese. I fondi sono dedicati alla gestione e manutenzione di una flotta di oltre 333 aerei e ai 13 caccia. In collaborazione con la Marina, gli aerei di pattugliamento prevedono la sorveglianza delle acque territoriali fino a 200 miglia marine dalla costa. Gli equipaggi delle Forze aeree stanno collaborando, anche utilizzando mezzi aerei senza pilota, con l'Esercito per il monitoraggio delle navi che scarico inquinanti in mare, per la caccia illegale di specie protette e la contaminazione della costa.

## Il programma ambientale

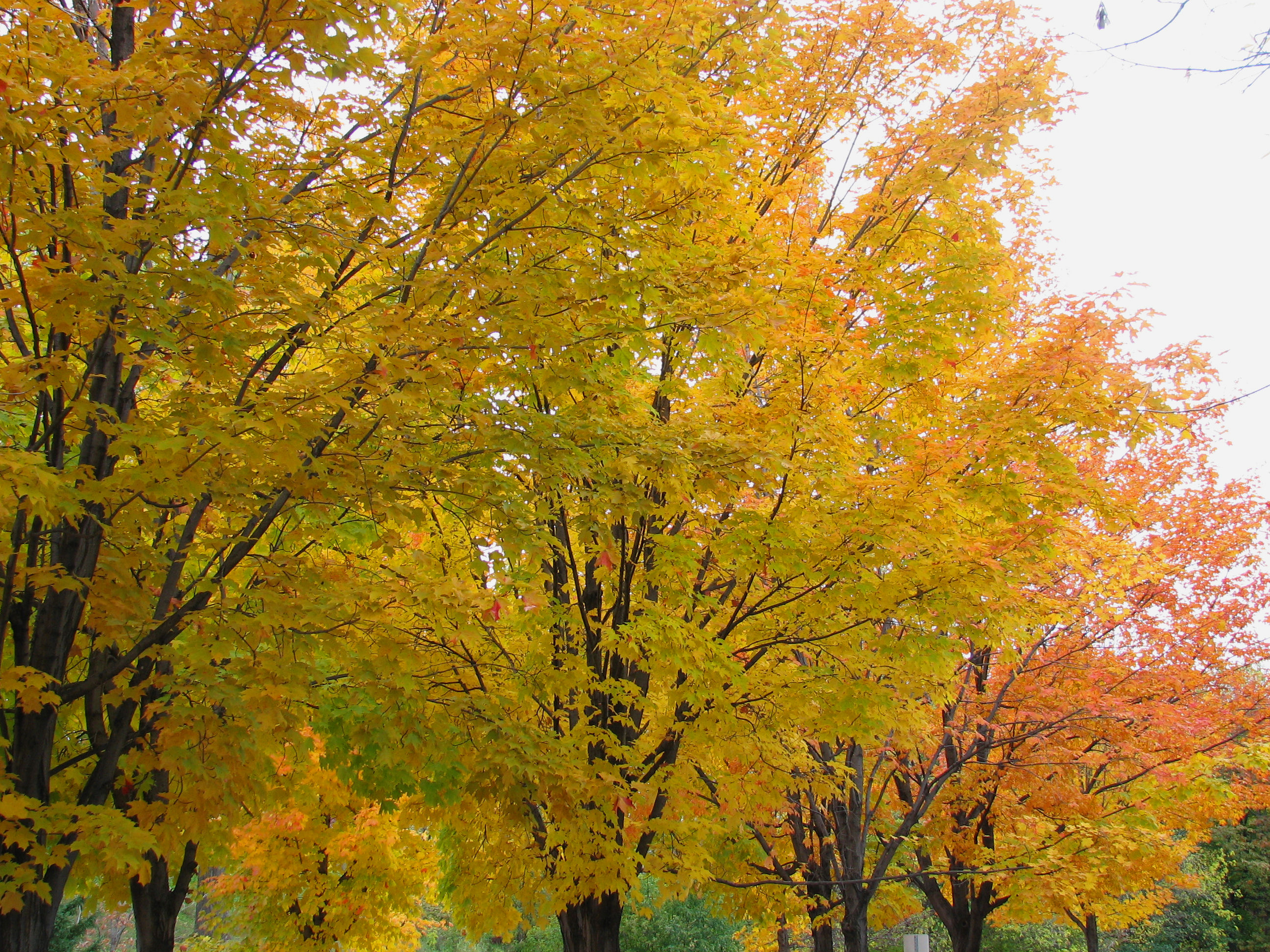
Un tipico bosco d'aceri

Entro il 2013, l'Esercito canadese sarà un leader ambientale tra le agenzie federali e gli eserciti dei Paesi alleati, garantendo un ambiente sano e sostenibile, per supportare le operazioni. La formazione operativa è il compito principale dell'esercito in tempo di pace. Per operare e gestire le guarnigioni, i poligoni di tiro e le aree di formazione in modo sostenibile, il Land Force Command (LFC), si impegna costantemente per migliorare la gestione dell'ambiente:
- Tenendo conto di fattori ambientali in tutte le decisioni che prende;
- Rispettando il codice di gestione ambientale e di politica ambientale;
- Promuovendo la prevenzione dell'inquinamento e le migliori pratiche a tutela dell'ambiente.

## Basi militari all'estero
Germania – Creato nel 2009, l'Operational Support Hub (OSH) Europe presso il grande aeroporto di Colonia-Bonn, in Germania, è in grado di operare 24 ore su 24, 7 giorni su 7 per accedere all'intera gamma delle reti di trasporto europee.
 Giamaica - Creata nel 2016 come OSH - America Latina e Caraibi (LAC). È servito come piattaforma di supporto in teatro per i membri del CAF che hanno preso parte all'esercitazione TRADEWINDS 2016 in Giamaica. È in grado di fornire supporto ad altre missioni CAF nella regione, come l'assistenza umanitaria e le operazioni di soccorso in caso di calamità. Supporta altri dipartimenti e agenzie governative che operano nell'area, oltre a rafforzare il rapporto tra le forze armate canadesi e le forze di difesa giamaicane.
 Kuwait – SSL – Sud-ovest asiatico. Creato nel 2011 per supportare le operazioni canadesi in Afghanistan in seguito alla perdita di Camp Mirage negli Emirati Arabi Uniti. Il distaccamento era un punto di trasporto in cui il personale, il materiale e le attrezzature della CAF venivano trasferiti tra i modi di trasporto, in particolare dall'aria al mare. Nel 2014 è stato firmato un nuovo accordo con il Kuwait per continuare a supportare il personale, il materiale e le attrezzature in transito attraverso il Kuwait da e verso le aree operative al di fuori del Kuwait. L'OSH sostiene anche i membri e le risorse della CAF presenti in Kuwait.
 Senegal – SSL – Africa occidentale. Nella primavera del 2018, presso l'aeroporto Léopold Sédar Senghor (LSS) di Dakar, in Senegal, è stato istituito un Interim Operational Support Hub (OSH) per supportare la Task Force dell'Operazione in Mali. Questo in seguito divenne una SSL permanente nell'Africa occidentale. Consente alla CAF di proiettare e sostenere le sue forze militari in modo rapido e flessibile, fornendo supporto alle operazioni della CAF che si svolgono in o attraverso l'Africa occidentale. Garantisce il collegamento a livello operativo/tattico con l'HN e il centro logistico delle Nazioni Unite, supportando la ricezione delle attrezzature e il collegamento doganale per altri dipartimenti e agenzie governative canadesi, nonché per le industrie della difesa canadesi.

## Galleria d'immagini

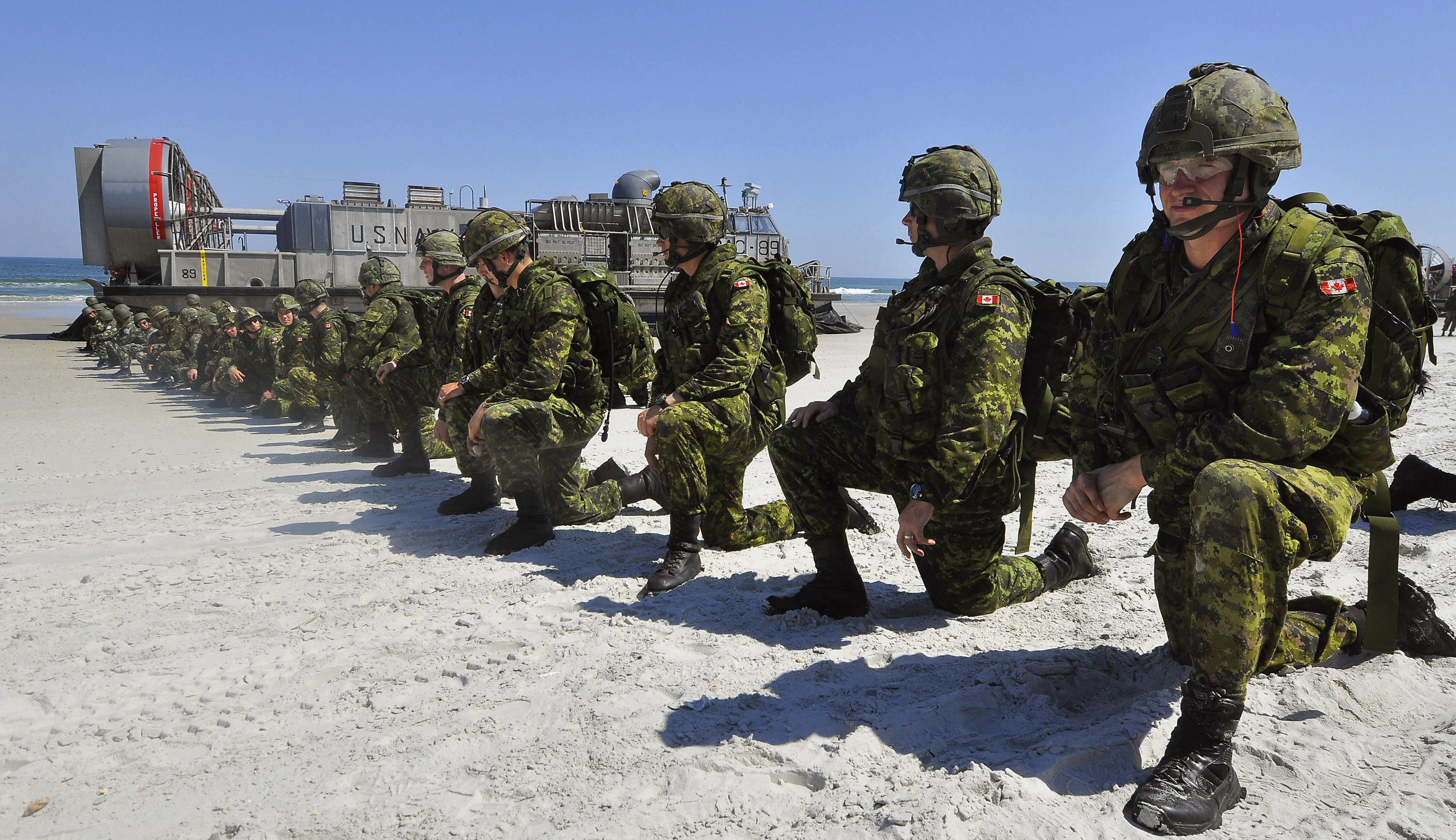
Soldati in mimetica CaDPat vengono sbarcati da una nave dell'US Navy
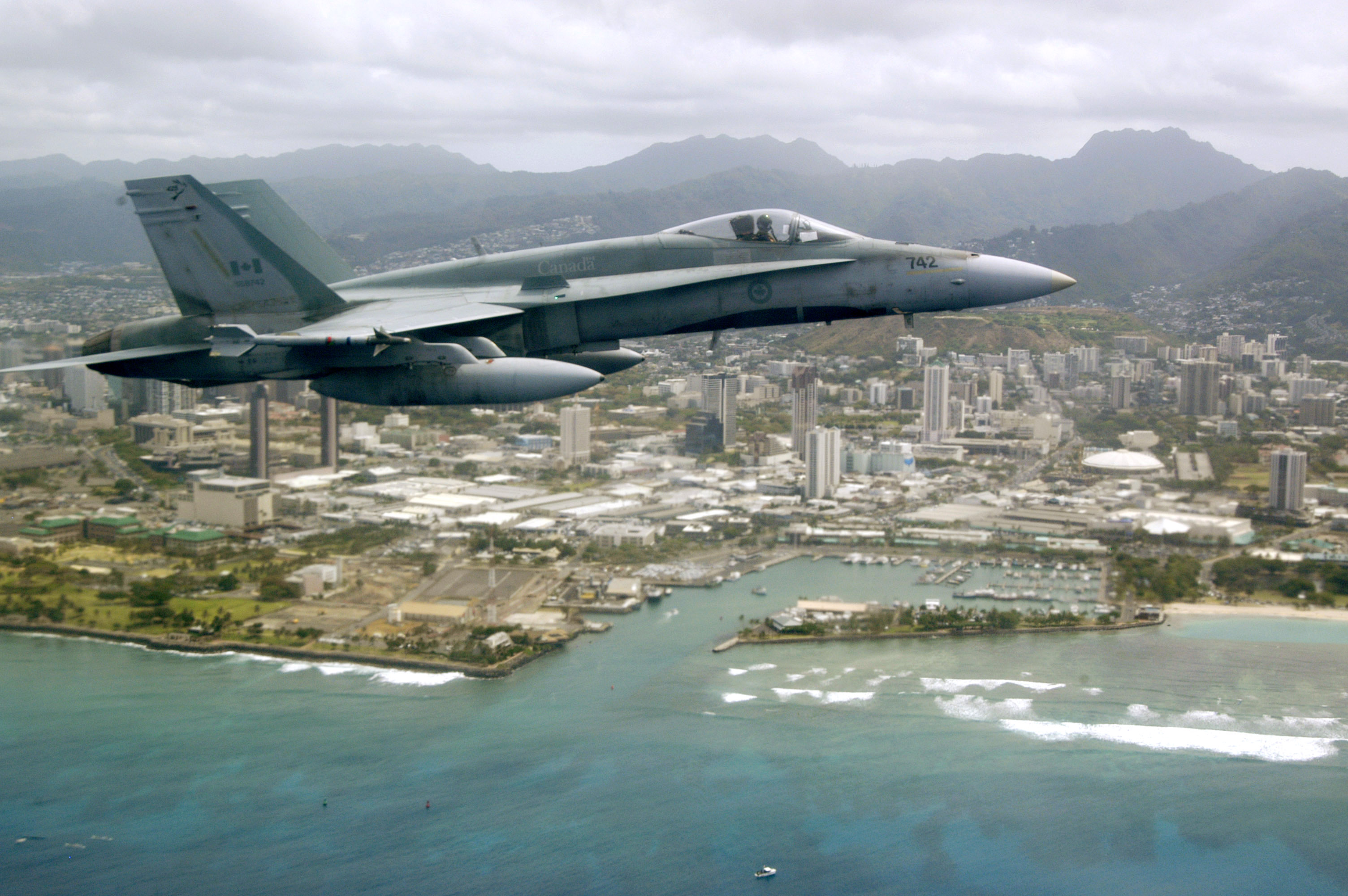
Un CF-18 canadese
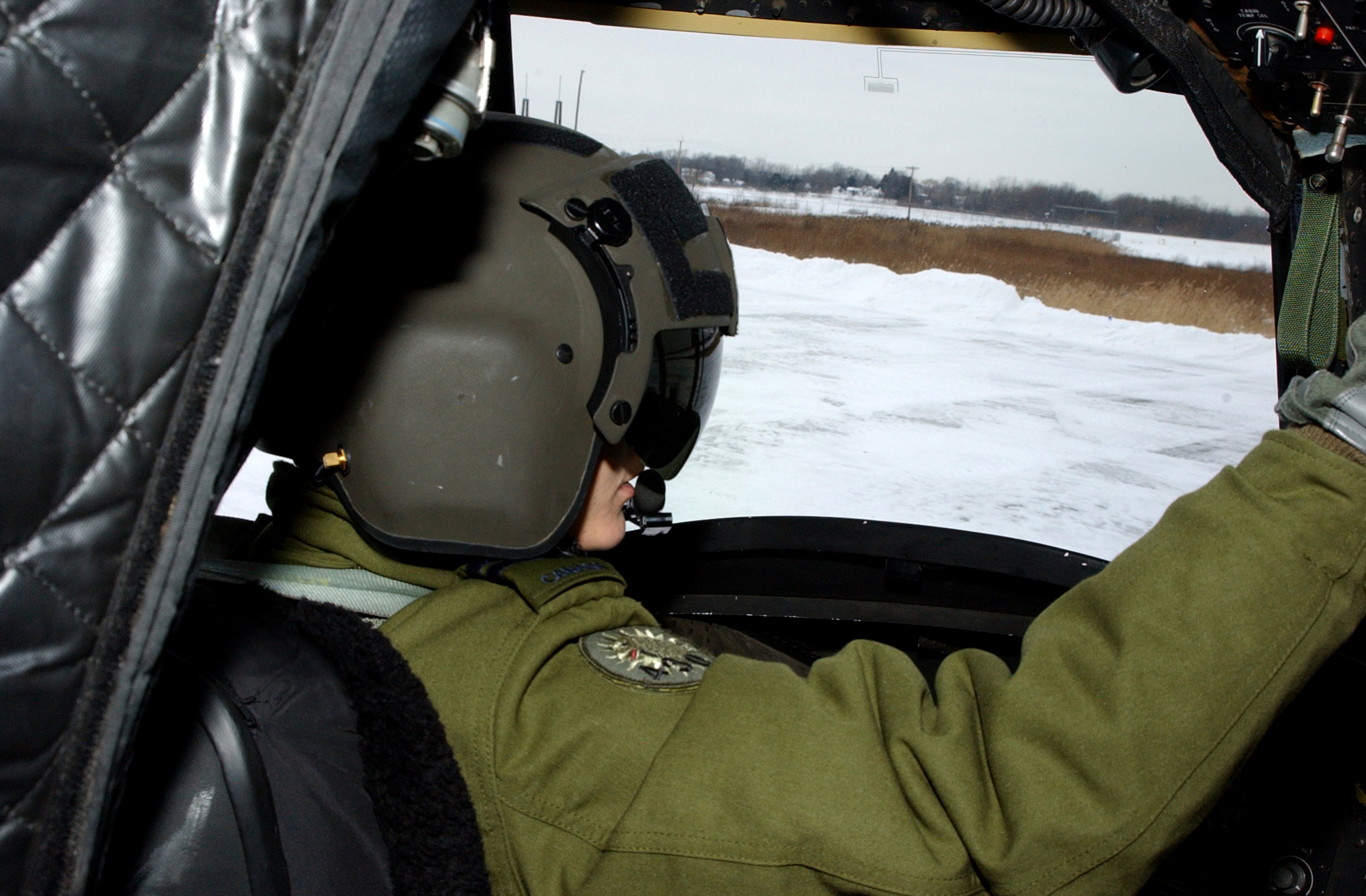
Un pilota canadese
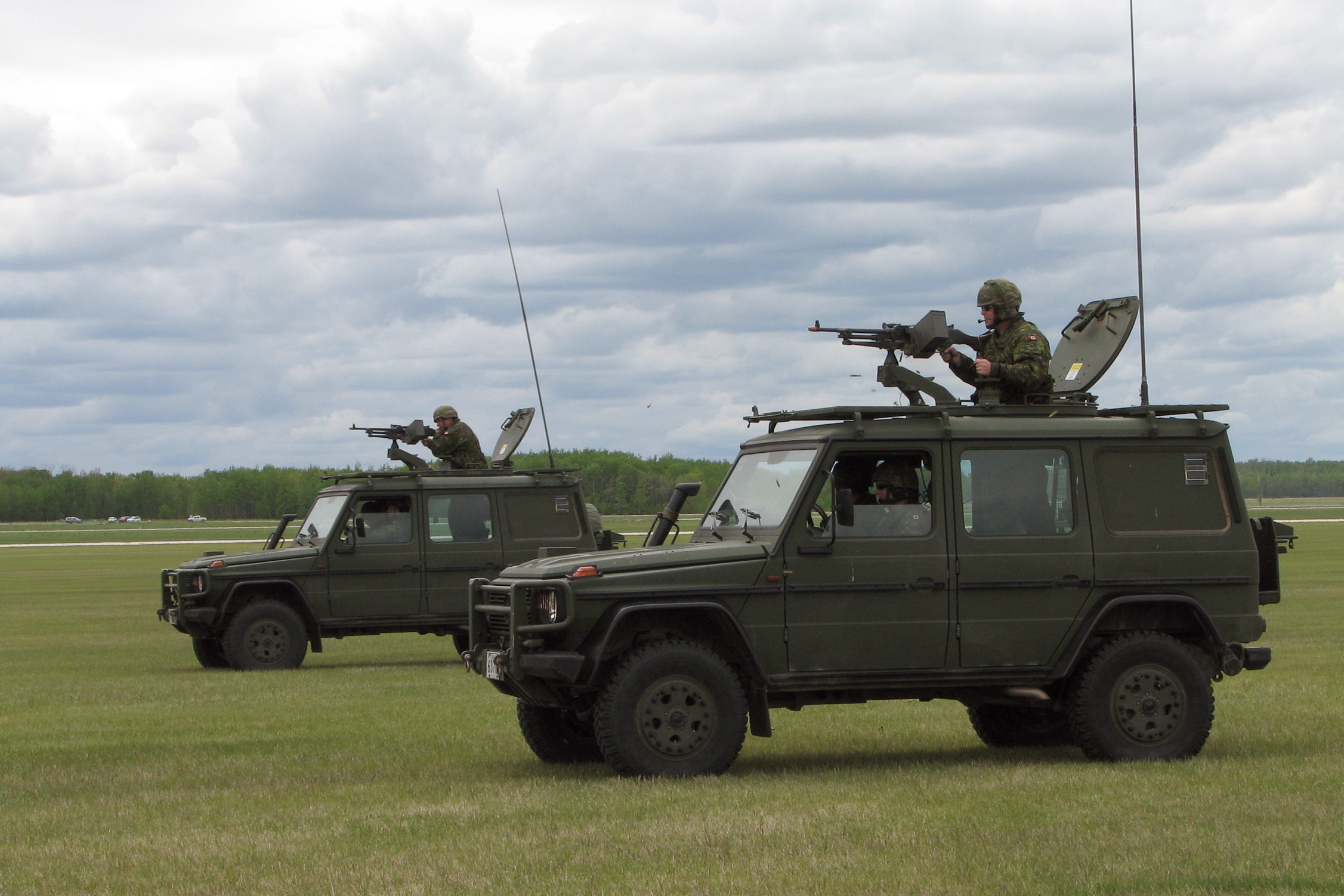
Due G-Wagon canadesi
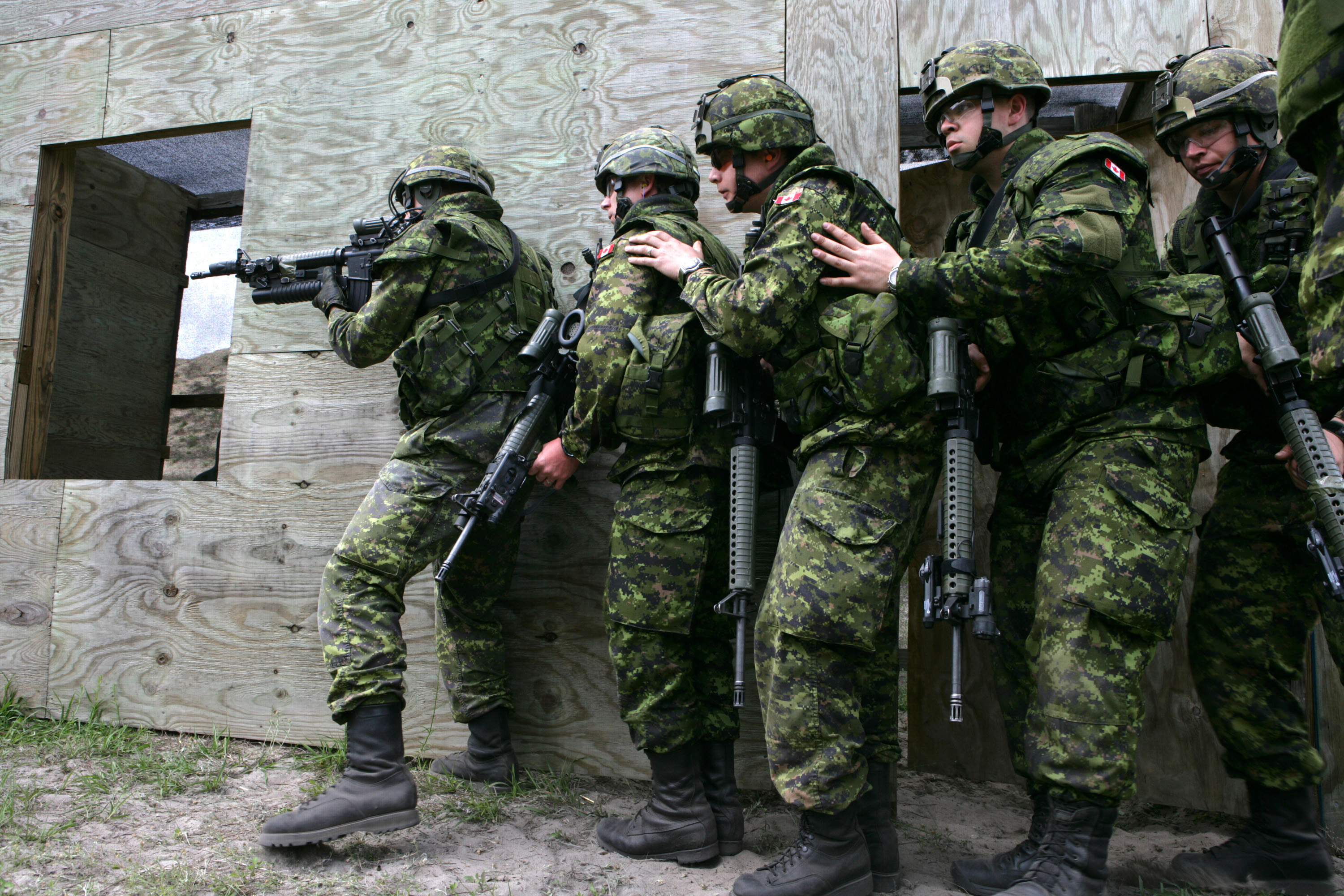
Soldati canadesi del 3º Battaglione, 22º Reggimento
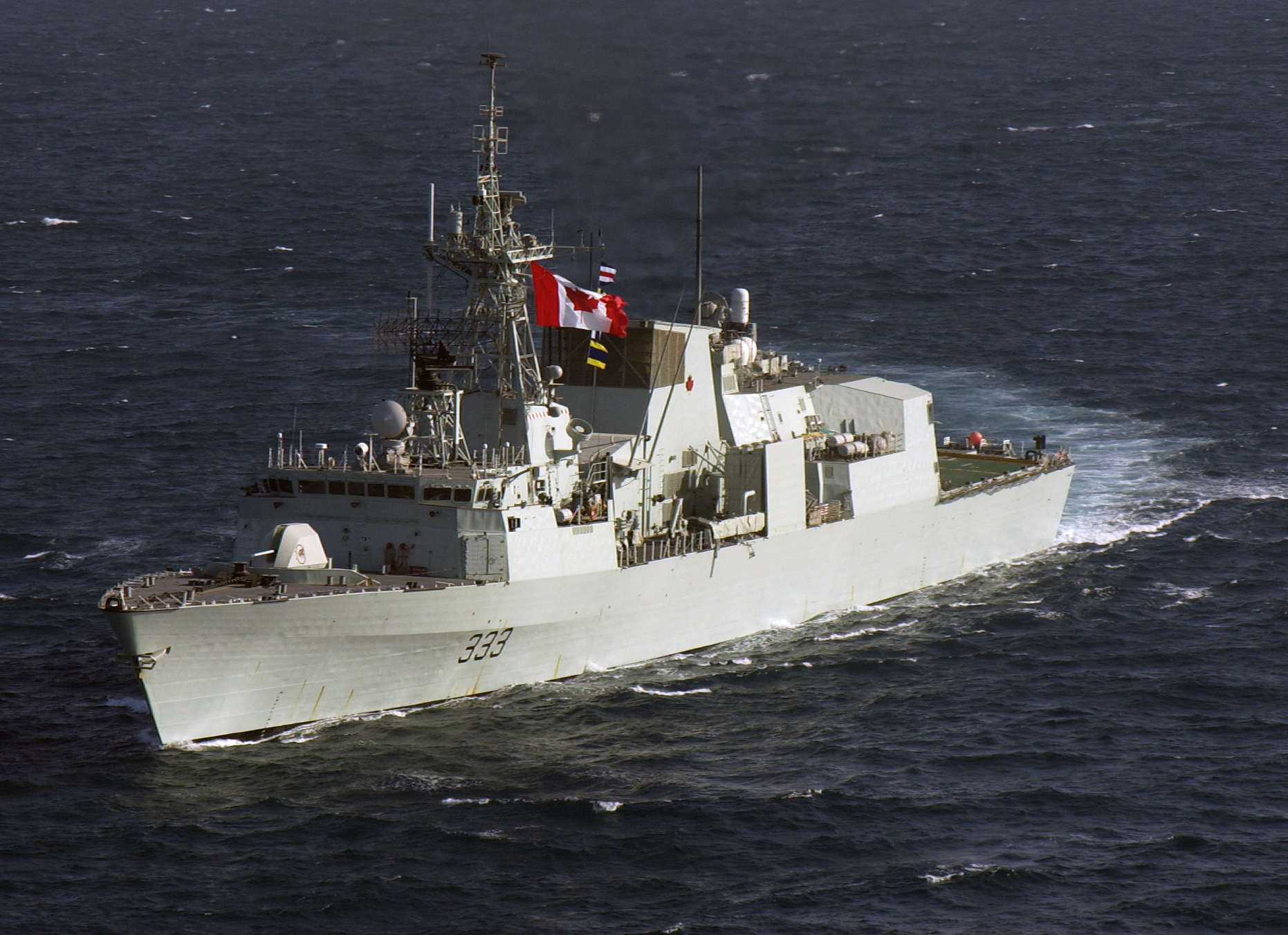
La HMCS Toronto
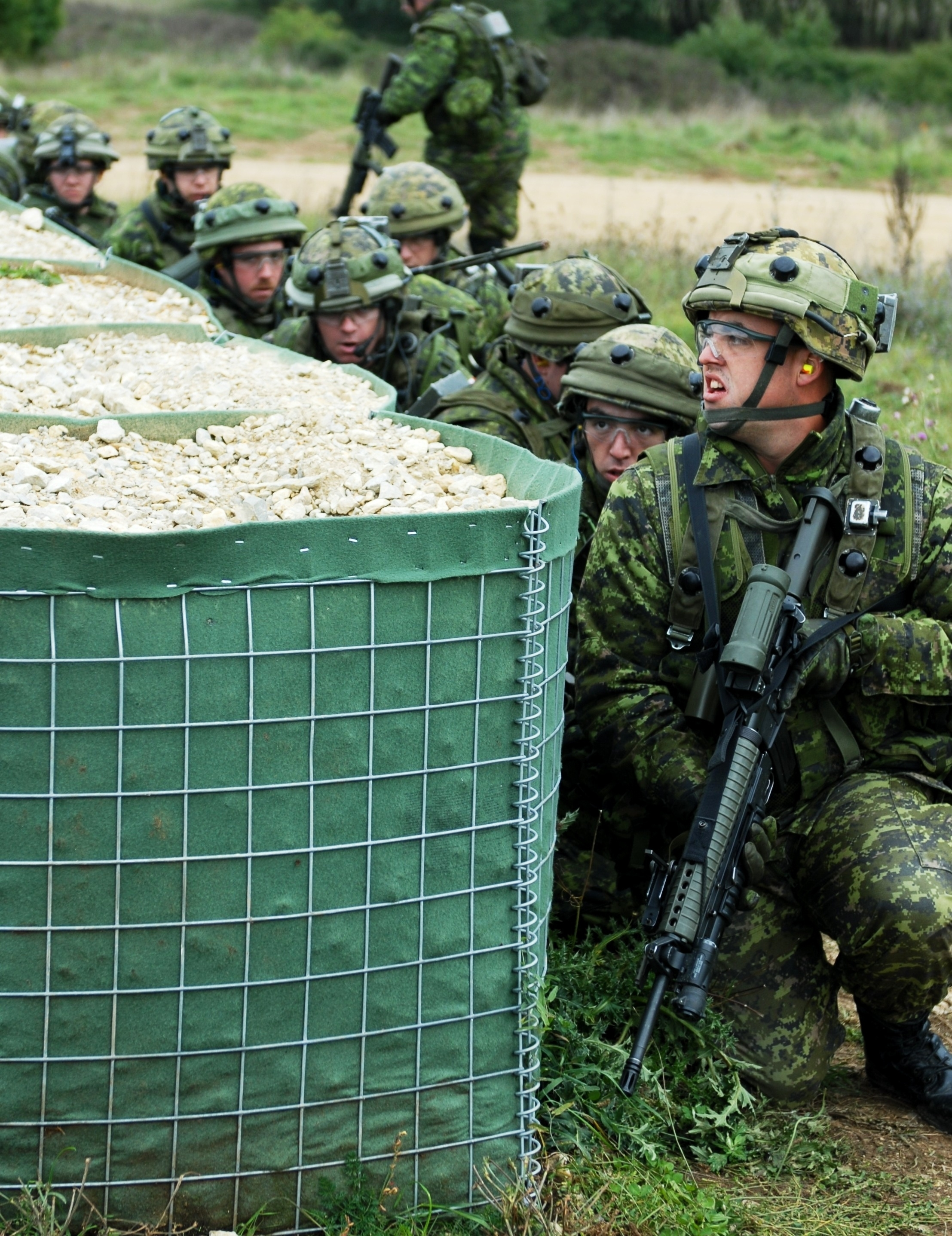
Soldati della Compagnia India, 2º Battaglione del Royal Canadian Regiment
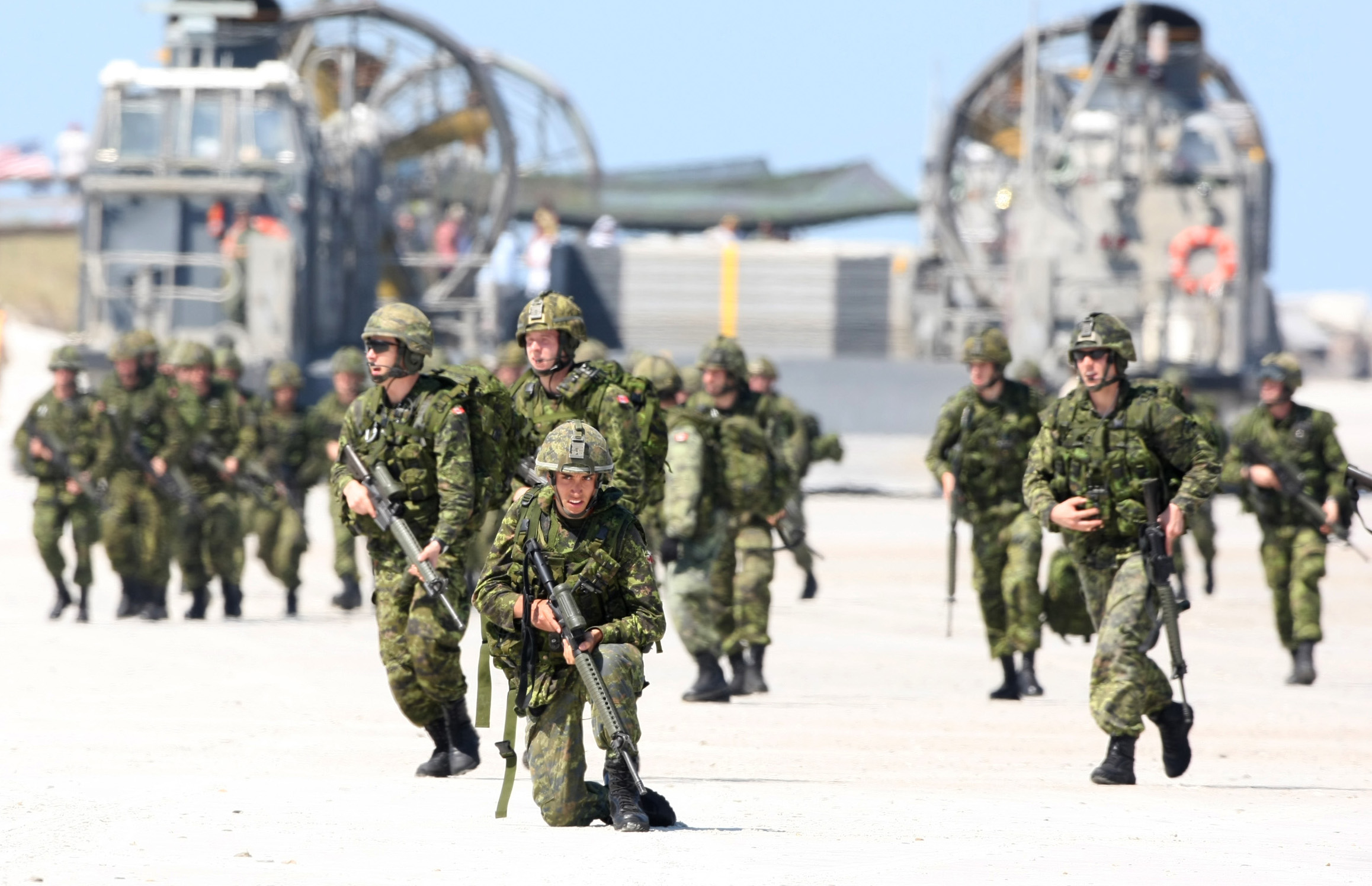
Soldati della Compagnia Alpha, 3º Battaglione del 22º Reggimento
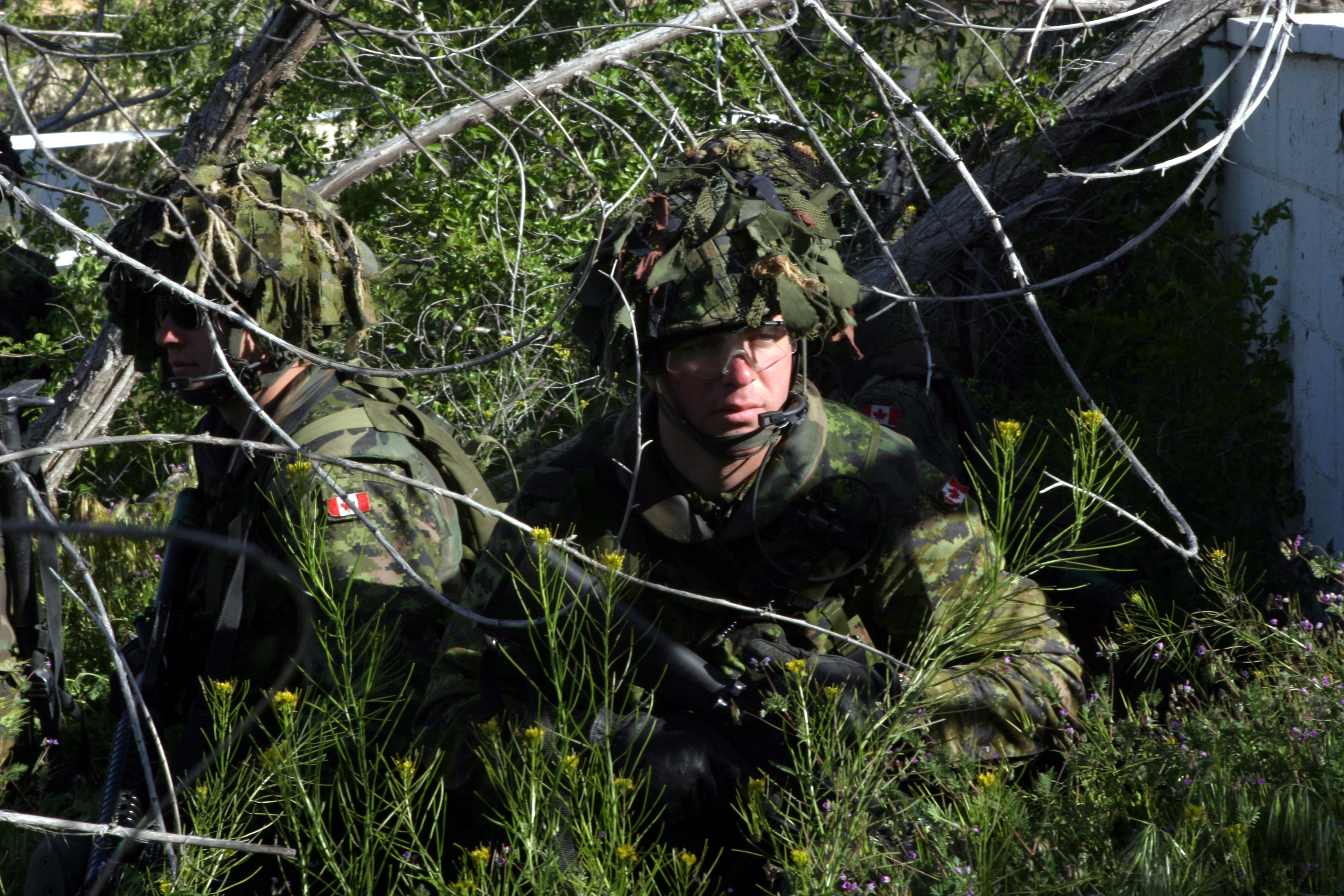
Soldati del 3° Princess Patricia Canadian Light Infantry